# Bianco dell'Empolese Vin Santo
Il Bianco dell'Empolese Vin Santo è un vino DOC la cui produzione è consentita nella provincia di Firenze.

## Caratteristiche organolettiche
- colore: dal dorato all'ambrato più o meno intenso.
- odore: intenso, etereo, caratteristico.
- sapore: secco o amabile, armonico, morbido, con caratteristico retrogusto.

## Produzione
Provincia, stagione, volume in ettolitri
- nessun dato disponibile